# Physiculus parini
Physiculus parini är en fiskart som beskrevs av Paulin, 1991. Physiculus parini ingår i släktet Physiculus och familjen Moridae. IUCN kategoriserar arten globalt som otillräckligt studerad. Inga underarter finns listade i Catalogue of Life.